# هيلين ميلر
هيلين ميلر (بالإنجليزية: Helen Miller)‏ هي كاتبة غنائية أمريكية، ولدت في 30 يونيو 1925، وتوفيت في 2 فبراير 2006.

## وصلات خارجية
- هيلين ميلر على موقع ميوزك برينز (الإنجليزية)
- هيلين ميلر على موقع قاعدة بيانات برودواي على الإنترنت (الإنجليزية)
- هيلين ميلر على موقع ديسكوغز (الإنجليزية)